# پیتر دینگان
پیتر دینگان (انگلیسی: Peter Dignan; ۶ march ۱۹۵۵ – ۲۰ ژوئن ۲۰۱۳ (۵۸ ساله)) قایقران روئینگ اهل نیوزیلند بود.
وی در مسابقات کشوری و بین‌المللی در مجموع برندهٔ ۲ مدال برنز شده‌است.